# Chartreuse (colore)
A destra è mostrato il colore chartreuse.  Questo colore viene anche chiamato verde chartreuse, per distinguerlo dal Giallo Chartreuse.
La parola chartreuse è stata usata per la prima volta per indicare questo colore (a metà strada fra il giallo ed il verde) a metà anni novanta.  Prima di allora veniva chiamato Verde-giallo, con cui si indica un'altra tonalità.
Il primo uso che si ricordi del termine chartreuse come nome di un colore (nel senso originale  chartreuse indicava il colore che si chiama Giallo Chartreuse) è stato nel 1892.